# Frederik Hendrikstraat (Sneek)
De Frederik Hendrikstraat is een in 1929 aangelegde straat in de wijk Sperkhem te Sneek in de Nederlandse gemeente Súdwest-Fryslân in de provincie Friesland.
De straat loopt vanaf de Woudvaartkade in noordwestelijke richting tot de Oppenhuizerweg en kruist daarbij de Johan Willem Frisostraat, Jan van Nassaustraat en de Bourbonstraat. Er staan voornamelijk woonhuizen in deze straat. In april 1930 besloot de raad van de voormalige gemeente Sneek deze straat te vernoemen naar prins Frederik Hendrik.. Parallel aan de straat loopt de Willem de Zwijgerstraat, vernoemd naar zijn vader, en de Amaliastraat, vernoemd naar zijn vrouw.